# Népliget (Metró Budapest)
Népliget (ursprünglich geplant als Könyves Kálmán körút) ist eine 1980 eröffnete Station der Linie M3 der Metró Budapest und liegt zwischen den Stationen Ecseri út und Nagyvárad tér.
Die Station wurde nach dem gleichnamigen Volkspark, dem größten öffentlichen Park der Stadt, benannt. Sie wurde 2019–2020 renoviert und befindet sich im IX. Budapester Bezirk (Ferencváros).

## Galerie

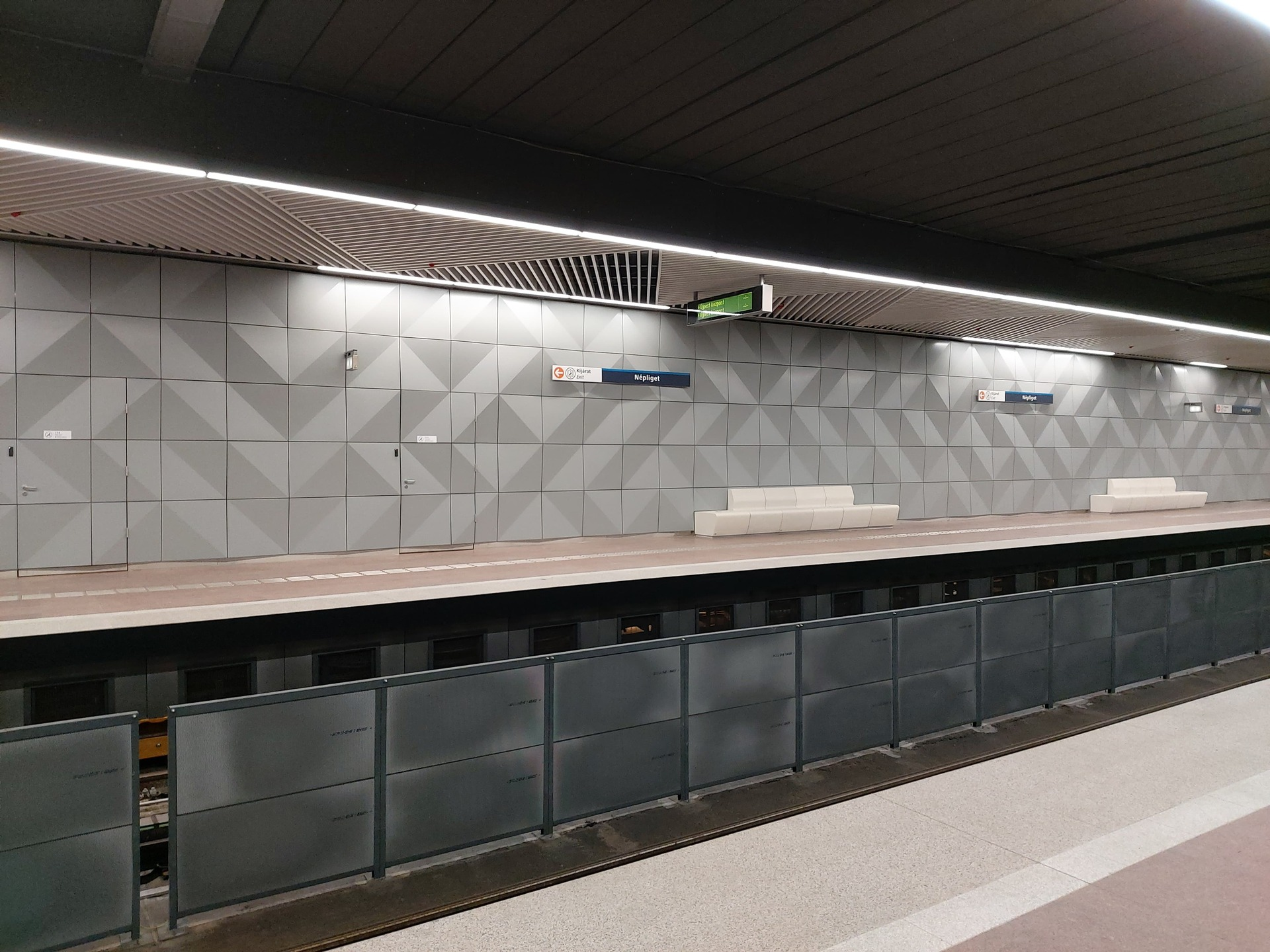
Gegenüberliegender Bahnsteig
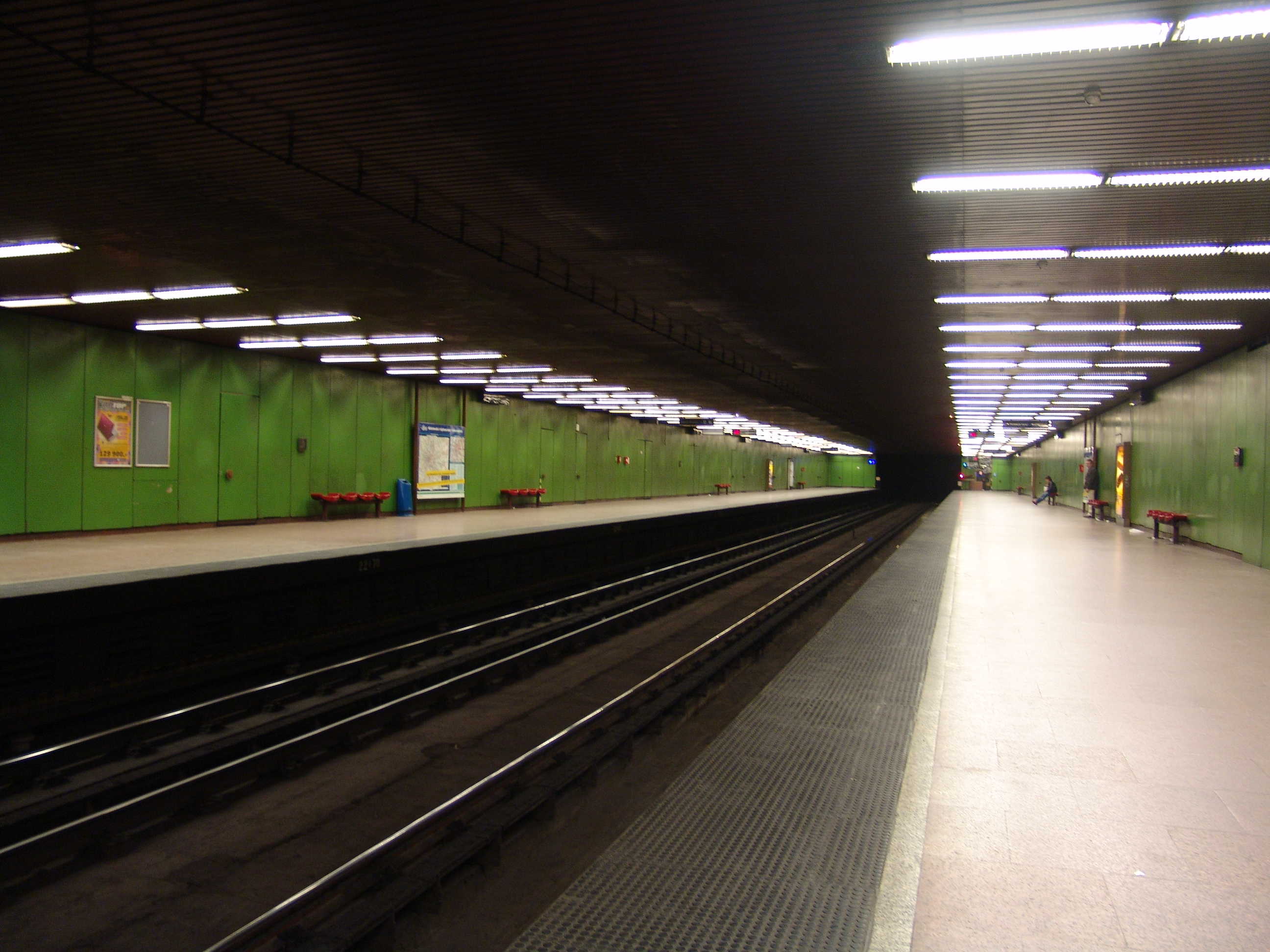
Vor der Renovierung